# Vláda Beaty Szydłové
Vláda Beaty Szydłové byla v letech 2015 až 2017 polská vláda strany v čele s premiérkou Beatou Szydłovou, jmenovaná polským prezidentem Andrzejem Dudou dne 16. listopadu 2015. Polský sejm jí vyjádřil důvěru 18. listopadu téhož roku. Hlasování se zúčastnilo 456 poslanců, z nichž 236 hlasovalo pro vyslovení důvěry, 202 proti a 18 se zdrželo. Čtyři poslanci nehlasovali. 11. prosince 2017 byla premiérka Beata Szydłová vystřídána na pozici premiérky ministrem financí Mateuszem Morawieckim.

## Složení vlády
| Portfej                                                  | Obrázek | Ministr / člen vlády  | Strana | Strana                            | Nástup do úřadu    | Odchod z úřadu |
| -------------------------------------------------------- | ------- | --------------------- | ------ | --------------------------------- | ------------------ | -------------- |
| předsedkyně vlády                                        |         | Beata Szydłová        |        | Právo a spravedlnost              | 16. listopadu 2015 | úřadující      |
| místopředseda vlády ministr kultury a národního dědictví |         | Piotr Gliński         |        | Právo a spravedlnost              | 16. listopadu 2015 | úřadující      |
| místopředseda vlády ministr vědy a vyššího školství      |         | Jarosław Gowin        |        | Polsko spolu – sjednocená pravice | 16. listopadu 2015 | úřadující      |
| místopředseda vlády ministr rozvoje                      |         | Mateusz Morawiecki    |        | nestraník                         | 16. listopadu 2015 | úřadující      |
| ministr státní pokladny                                  |         | Dawid Jackiewicz      |        | Právo a spravedlnost              | 16. listopadu 2015 | úřadující      |
| ministr financí                                          |         | Paweł Szałamacha      |        | nestraník                         | 16. listopadu 2015 | úřadující      |
| ministr zahraničních věcí                                |         | Witold Waszczykowski  |        | Právo a spravedlnost              | 16. listopadu 2015 | úřadující      |
| ministr národní obrany                                   |         | Antoni Macierewicz    |        | Právo a spravedlnost              | 16. listopadu 2015 | úřadující      |
| ministr vnitra a správy                                  |         | Mariusz Błaszczak     |        | Právo a spravedlnost              | 16. listopadu 2015 | úřadující      |
| ministr spravedlnosti                                    |         | Zbigniew Ziobro       |        | Solidární Polsko Zbigniewa Ziobra | 16. listopadu 2015 | úřadující      |
| ministr zdravotnictví                                    |         | Konstanty Radziwiłł   |        | nestraník                         | 16. listopadu 2015 | úřadující      |
| ministr infrastruktury a výstavby                        |         | Andrzej Adamczyk      |        | Právo a spravedlnost              | 16. listopadu 2015 | úřadující      |
| ministryně školství                                      |         | Anna Zalewská         |        | Právo a spravedlnost              | 16. listopadu 2015 | úřadující      |
| ministr sportu a cestovního ruchu                        |         | Witold Bańka          |        | nestraník                         | 16. listopadu 2015 | úřadující      |
| ministr námořního hospodářství a vnitrozemské plavby     |         | Marek Gróbarczyk      |        | Právo a spravedlnost              | 16. listopadu 2015 | úřadující      |
| ministr zemědělství a rozvoje venkova                    |         | Krzysztof Jurgiel     |        | Právo a spravedlnost              | 16. listopadu 2015 | úřadující      |
| ministryně rodiny, práce a sociální politiky             |         | Elżbieta Rafalská     |        | Právo a spravedlnost              | 16. listopadu 2015 | úřadující      |
| ministr energetiky                                       |         | Krzysztof Tchórzewski |        | Právo a spravedlnost              | 1. prosince 2015   | úřadující      |
| ministr životního prostředí                              |         | Jan Szyszko           |        | Právo a spravedlnost              | 16. listopadu 2015 | úřadující      |
| ministryně digitalizace                                  |         | Anna Streżyńská       |        | nestraník                         | 16. listopadu 2015 | úřadující      |
| ministr bez portfeje koordinátor tajných služeb          |         | Mariusz Kamiński      |        | Právo a spravedlnost              | 16. listopadu 2015 | úřadující      |
| ministryně bez portfeje vedoucí kanceláře předsedy vlády |         | Beata Kempová         |        | Solidární Polsko Zbigniewa Ziobra | 16. listopadu 2015 | úřadující      |
| ministr bez portfeje předseda stálého výboru vlády       |         | Henryk Kowalczyk      |        | Právo a spravedlnost              | 16. listopadu 2015 | úřadující      |
| ministryně bez portfeje                                  |         | Elżbieta Witeková     |        | Právo a spravedlnost              | 16. listopadu 2015 | úřadující      |

## Kritika

### Oslabování bank a snížení ratingu
Mezinárodní ratingová agentura Moody's v lednu 2016 varovala, že vláda nebezpečně oslabuje bankovní sektor. Polské banky totiž od února budou platit zvláštní daň. Dne 14. května 2016 pak zhoršila výhled úvěrového ratingu Polska ze stabilního na negativní. Další ratingová agentura Standard & Poor's krátce před tím v souvislosti s kroky vlády snížila hodnocení úvěrové spolehlivosti Polska o jeden stupeň ze známky A- na BBB+.